# Giuseppe Biava
Giuseppe Biava (ur. 8 maja 1977 w Seriate) – włoski piłkarz występujący na pozycji środkowego obrońcy.

## Kariera
Środkowy obrońca Biava zaczynał swoją karierę w młodzieżowej drużynie klubu Atalanta BC, po czym w 1995 roku przeniósł się do zespołu Albinese, który właśnie awansował do Serie D. Podczas pobytu w tym klubie awansował z nim do Serie C2, a w 1998 roku przeszedł do innego zespołu występującego w tej lidze, AlbinoLeffe. Z tą drużyną awansował do Serie C1, po czym został wypożyczony na rok do Biellese. Do AlbinoLeffe powrócił w roku 2001 i stał się integralną częścią drużyny, która w 2003 roku wygrała play-offy i weszła do Serie B.
W sezonie 2003/2004 Biava zanotował debiut w Serie B oraz strzelił gola, dającego pierwsze historyczne zwycięstwo AlbinoLeffe na tym szczeblu rozgrywek, w meczu wygranym 1:0 z Fiorentiną. Jego dobre występy zwróciły uwagę jednego z najlepszych zespołów Serie B US Palermo, które sprowadziło go na Sycylię w styczniu 2004 roku. Razem z Pietro Accardim stworzył dobrą linię obrony i przyczynił się do powrotu rosanero po ponad 30 latach nieobecności do Serie A.
Giuseppe był podstawowym zawodnikiem drużyny Francesco Guidolina w sezonie 2004/2005, jego pierwszym w Serie A. Palermo zakończyło sezon sensacyjnie – po raz pierwszy w historii zakwalifikowało się do rozgrywek Pucharu UEFA. Jednak w następnym sezonie zmienił się trener, Biava nie był już w najwyższej formie i częściej zaczynał mecze na ławce rezerwowych. Gdy Guidolin ponownie obejmował ster drużyny w sezonie 2006/2007, Biava znów stał się podstawowym zawodnikiem.
Latem 2007 Biava odmówił drużynie, w której zaczynał karierę – Atalancie i pozostał w Palermo. Podpisał nowy kontrakt, który związał go z rosanero do czerwca 2009.
W letnim okienku transferowym w 2008 roku Biava odszedł do Genoi. 1 lutego 2010 roku trafił natomiast do S.S. Lazio.